# 彭信威
彭信威（1907年—1967年），江西省安福县人，中国著名的货币史学家和钱币学家，是用现代经济理论研究中国货币史和钱币学的先行者，著有《中国货币史》等著作。

## 生平
1907年，彭信威出生于江西省安福县严田镇严田村老屋里。曾就读于天津南开中学，于1928年自费至日本留学，就读于东京高等师范学校，学习英国文学。1931年九一八事变后辍学归国，在上海神州国光社从事编辑工作。1935年赴英国游学，曾在伦敦政治经济学院听课，并曾旁听牛津大学的英国文学史课程，其间在夜校攻读法文。彭信威自少年时便喜爱文学艺术，并且为研究欧洲文学而学习多种语言。彭信威在英国伦敦两年间，因生计困难曾为出版商翻译中国民间故事和给人抄书糊口。期间转而研究货币史，并且日后终生均致力于此学科。
1937年，彭信威回到香港，任香港中国银行襄理。1941年到重庆，曾在国立重庆大学及复旦大学任教，出版过《银行学》一书。
1943年，彭信威就着手写作《中国货币史》一书，1954年初版面世，1958年大幅度修改后的第二版出版，1962年增订稿完成，并于1965年出版第三版。《中国货币史》一书中，他将历代货币制度、货币购买力、物价、货币理论、货币史、钱币学、信用机关等类内容组合为一个有机整体，是对中国货币史总体设计上的创制。
1967年，彭信威病故。

## 轶事
据中国钱币博物馆馆长戴志强回忆，彭信威与在上海市广东路古玩市场工作的戴志强父亲戴葆庭的感情深厚。